# أرملة سوداء غربية
الأرملة السوداء الغربية (الاسم العلمي: Latrodectus hesperus)، عنكبوت توطن في المناطق الغربية من أمريكا الشمالية.